# Lätäseno
De Lätäseno is een rivier (Samisch: eno) in de regio Lapland, gemeente Enontekiö in Finland. De rivier is een samenvloeiing van de Poroeno met verschillende kleine bijrivieren. De rivier loopt noord-zuid en vloeit, na de E8 te hebben gekruist, tussen Maunu en Kaaresuvanto samen met de Könkämärivier om zo de Muonio te vormen. De rivier is rijk aan vis; er wordt veel gehengeld naar zalm. De rivier wordt tevens gebruikt voor wildwatervaren per kano of kajak, want er zijn nogal wat stroomversnellingen in de rivier. Ze is ongeschikt voor commerciële vaart. Het hoogteverschil bedraagt 265 meter. De rivier is een groot deel van het jaar bevroren en ligt in een zeer afgelegen gebied. Ze stroomt door een bosrijk onbewoond gebied in een moerassige omgeving en rotsige ondergrond. De rivier is nog "schoon" van waterkrachtcentrales.